# Kim Philby

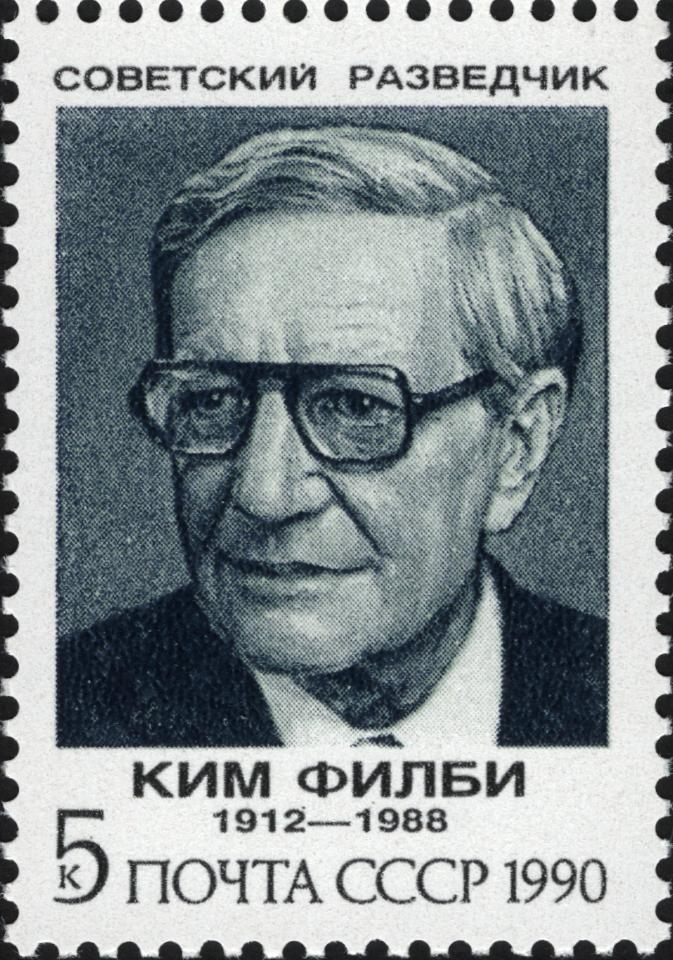
Briefmarke der UdSSR mit dem Bildnis Philbys

Harold Adrian Russell „Kim“ Philby (* 1. Januar 1912 in Ambala, Punjab, Britisch-Indien; † 11. Mai 1988 in Moskau, Sowjetunion) war ein britischer Doppelagent.

## Herkunft und Studium
Philby wurde als Sohn des britischen Diplomaten, Arabisten und Forschers St. John Philby in Ambala in Indien geboren. Dessen Vater Harry St. John Bridger Philby (gen. Jack) wurde 1885 in Badula auf Ceylon geboren. Kim Philbys Großvater, Henry Montague Philby, war als junger Mann nach Indien gegangen, dort wohlhabend geworden und lebte als Teepflanzer auf Ceylon. Er war verheiratet mit der viel jüngeren May Bee Duncan, Tochter eines Offiziers schottischer Herkunft in der Britisch-Indischen Armee. In dieser hatte auch Henry Montague Philby gegen die indische Rebellion, in den Anglo-Afghanischen Kriegen und bei der Eroberung Burmas gekämpft. Jack Philby konvertierte zum Islam und wurde Berater des saudischen Königs Abd al-Aziz ibn Saud.
Durch die Geburt in Indien kam St. John Philbys jüngerer Sohn zum Spitznamen „Kim“, dem Protagonisten aus Rudyard Kiplings Indienroman Kim, der im 19. Jahrhundert für die britische Kolonialmacht spionierte. Im Alter von 16 Jahren verließ Kim Philby 1928 die Westminster School, um am Trinity College Geschichte zu studieren. Dort kam er 1930 in Kontakt zu Guy Burgess, der ihn – wie andere seiner Generation und Herkunft – für den Kommunismus begeisterte. Ein Jahr später trat Philby der Cambridge University Socialist Society (CUSS) bei. Obwohl er bereits ein Drittel seiner Geschichtsexamina bewältigt hatte, wechselte er das Studienfach und studierte fortan Wirtschaftswissenschaft.

## Wien und Paris
Philby verließ Cambridge mit einem Examen in Wirtschaftswissenschaften als glühender Kommunist. Als er einen seiner Tutoren, Maurice Dobb, fragte, wie er der kommunistischen Bewegung dienen könne, empfahl ihn Dobb an eine kommunistische Vorfeldorganisation, die ihn 1933 an den Komintern-Untergrund in Wien weiterreichte. In Wien erlebte Philby unter anderem den Februaraufstand 1934 und engagierte sich gemeinsam mit George Eric Rowe Gedye bei der Rettung bedrohter Kämpfer des Republikanischen Schutzbundes. In diesem Zusammenhang lernte er auch seine erste Ehefrau Litzy Friedmann (geb. Alice Kohlmann) kennen, eine österreichische Kommunistin, die er als britischer Staatsbürger durch die Heirat am 24. Februar 1934 vor der Verhaftung durch das austrofaschistische Regime bewahrte. Die Tochter von Litzy Friedmann, die deutsche Schriftstellerin Barbara Honigmann, schreibt über diese Ehe und das Leben ihrer Mutter in ihrem Buch Ein Kapitel aus meinem Leben. Daneben engagierte Philby sich für das von Willi Münzenberg geleitete (Welt-)Hilfskomitee für die Opfer des deutschen Faschismus, eine Vorfeldorganisation der Komintern, die ihren Sitz in Paris hatte. Münzenberg war ein deutscher Kommunist, der 1933 aus Deutschland emigriert war, für die Internationale Arbeiterhilfe und ihre Hilfsorganisationen vielfältige Kontakte unterhielt und bis 1936 ein führender Agent der Sowjetunion im Westen war. Arnold Deutsch, ein österreichischer Kommunist und Agent, rekrutierte Philby in dieser Zeit für den sowjetischen Geheimdienst GPU wegen seiner engagierten Arbeit für die Komintern. Anatoli Gromov wurde Philbys Führungsoffizier in London.

## Spanien
Nachdem Philby in Österreich und im Spanischen Bürgerkrieg, u. a. für die sowjetische Aufklärung, als Journalist gearbeitet hatte, warb „Vee Vee“ Valentine Vivian ihn mit Unterstützung von Burgess 1940 für den britischen Geheimdienst MI6 an. Zunächst wurde Philby die Ausbildung in subversiver Propaganda übertragen. Von 1941 bis 1944 stieg er zum Chef der britischen Spionageabwehr auf der iberischen Halbinsel auf. Später wurde er zum Special Operations Executive (SOE) abkommandiert, wo er mit Agenten des Office of Strategic Services (OSS) in Kontakt kam. Philby wechselte 1944 in die antisowjetische Abteilung in London. Unmittelbar nach Ende des Zweiten Weltkriegs wurde er nach Istanbul abgestellt. Seine Tätigkeit brachte ihm den Order of the British Empire ein.

## Washington
1949 wurde Philby zum Verbindungsoffizier des britischen Geheimdienstes in den USA befördert. In dieser Funktion sollte er mit der neu gegründeten CIA laufend Kontakt halten. Im Januar 1949 informierte die US-Regierung im Rahmen des VENONA-Projekts die britische Regierung darüber, dass Geheimnisse der Atomwaffenforschung 1944 bis 1945 über die britische Botschaft in Washington an die Sowjetunion weitergeleitet wurden, was abgefangen wurde. Der Deckname des britischen Verräters sei „Homer“, der später als Donald Maclean identifiziert werden konnte. Philby erhielt Zugang zu diesem VENONA-Material.
Während Maclean Zugang zur britisch-amerikanischen Atomwaffenforschung hatte, kannte Philby z. B. den amerikanischen Plan, bewaffnete antikommunistische Agenten nach Albanien zu entsenden. Die beiden Freunde aus gemeinsamen Studienjahren in Cambridge gaben alles, was der Sowjetunion von Nutzen war, weiter. Unter Verletzung aller geheimdienstlichen Regeln teilte sich Philby mit einem weiteren Studienfreund aus Cambridge-Tagen, dem Diplomaten, Geheimdienstoffizier und britischen antisowjetischen Spionageabwehrspezialisten Guy Burgess, ein Haus in Washington, 4100 Nebraska Avenue, N.W.
Als Maclean im April 1951 enttarnt wurde, begann eine von VENONA unabhängige Überwachung, weil weder die USA noch Großbritannien ein Interesse daran hatten, VENONA zu enttarnen. Maclean und Burgess tauchten einen Monat später unter und flohen in die Sowjetunion. Philby kam in den Verdacht, Burgess und Maclean gewarnt zu haben. Philby wurde 1952 zum Rücktritt gezwungen und ging offiziell in den „Ruhestand“. Von da an arbeitete er als Journalist für den „Observer“. Ein Jahr ermittelten die zuständigen Behörden, um ihm den Verrat nachweisen zu können. Entgegen allen Erwartungen wurde Philby einige Jahre später vom Premierminister im Unterhaus in einer Erklärung von allen Verdächtigungen freigesprochen.

## Beirut
Als Nahost-Korrespondent der Zeitung „The Economist“ getarnt, arbeitete Philby überraschenderweise ab 1956 erneut als Agent des MI6 in Beirut, wobei er von einem informellen Mitarbeiter zum zweiten Mann aufrückte, der die „Operation Musceteer“, das gemeinsame britisch-französische Landeunternehmen im Zusammenspiel mit den Israelis am Suezkanal zur Rückeroberung des Suezkanals und Beseitigung des ägyptischen Präsidenten Gamal Abdel Nasser im Rahmen der Suezkrise, begleiten sollte.
Bei einer Cocktailparty in Tel Aviv 1962 äußerte sich die Britin Flora Solomon über Philbys Sympathien für die Araber in seinen Artikeln. Sie erklärte, dass Philbys Chefs in Moskau säßen und dass sie immer gewusst habe, dass er für die Sowjetunion gearbeitet habe, was umgehend dem MI5 in London gemeldet wurde. Victor Rothschild wurde entsandt, Solomon zu befragen, wobei sie erklärte, dass sie niemals gegen Philby vor Gericht aussagen werde, obwohl sie später zugab, dass er ihr gestanden habe, Spion zu sein, und sie zu rekrutieren versucht habe.
Obwohl MI5 und MI6 sich nicht sofort darüber einigen konnten, wie diese Information zu werten sei, wurde ein Freund Philbys aus MI6-Tagen, Nicolas Elliot, entsandt, um ihn mit den Informationen in Beirut zu konfrontieren. Da zu jener Zeit offenbar wiederholt Informationen aus dem MI5 an die Sowjetunion gelangten, ging man von einem hochrangigen Maulwurf aus. Obwohl unklar ist, ob Philby über die Geschichte Solomons Bescheid wusste oder über den sowjetischen Überläufer Anatoli Golizyn, der den Dreifachagenten Anthony Blunt enttarnte, gibt es Beweise, dass Philby gegen Ende des Jahres 1962 heftig zu trinken begann und seine Reaktionen unberechenbar wurden. Möglicherweise hat ihn auch der sowjetische Führungsagent Juri Modin gewarnt, der im Dezember 1962 von der sowjetischen Botschaft in London nach Beirut reiste.
Bei Elliots Begegnung mit Philby in Beirut erklärte Philby gleich zu Beginn, dass er ihn bereits halb erwartet habe. Als Elliot ihm erklärte, dass es neue Hinweise gegen ihn gebe, gestand Philby sofort, ohne zu fragen, welche Hinweise es gebe. Obwohl eine weitere Befragung für die letzte Januarwoche 1963 bereits verabredet war, tauchte Philby am 21. Januar 1963 unter, floh in die UdSSR und beantragte politisches Asyl. Später enttarnten sowjetische Berichte, dass ein sowjetischer Frachter zu diesem Zeitpunkt in Beirut ankerte.

## Moskau

Grabstein Philbys mit seinem Porträt auf dem Kunzewoer Friedhof in Moskau

Philby tauchte später in Moskau auf, wo er die sowjetische Staatsbürgerschaft annahm und eine Stellung im KGB erhielt, die er bis kurz vor seinem Tod innehatte. Über seine propagandistische Rolle hinaus waren keine Aktivitäten von ihm im Westen feststellbar, aber sein Alkoholkonsum nahm weiter zu. Kurz nach seiner Ankunft in Moskau heiratete er die Ex-Ehefrau Donald Macleans, Melinda, die jedoch in den Westen zurückkehrte. Daraufhin heiratete er die 20 Jahre jüngere Russin Rufina, mit der er bis zu seinem Tod zusammenlebte.
Nach seinem Tod wurden ihm hohe Ehrungen zuteil: Neben zahllosen anderen Orden und Medaillen wurde ihm posthum der Leninorden verliehen. Philby erhielt ein Heldenbegräbnis auf dem Kunzewoer Friedhof.
Philby war ein enger Freund des Autors Graham Greene, der offiziell das MI6 verlassen hatte, bevor Philby enttarnt wurde. Gerüchten zufolge habe Greene das MI6 niemals wirklich verlassen, um seinen alten Freund Philby als britischen Tripleagenten im KGB zu führen. Diese Gerüchte gelten als extrem unwahrscheinlich bis phantastisch, weil Philby zuvor eigenhändig das gesamte britisch-amerikanische Agentennetz in der UdSSR enttarnt hatte.
Kim Philbys Deckname lautete PARSIFAL.

## Rezeption
Die Spionageromane von John le Carré spielen immer wieder auf die Suche nach „Maulwürfen“ im britischen Geheimdienst, insbesondere auf die Cambridge Five an. Ohne Kenntnis des Falls Philby sind diese Anspielungen schwer richtig zu deuten.
1969 strahlte das ZDF, das „Dokumentarspiel“ Kim Philby war der dritte Mann des deutschen Regisseurs Helmuth Ashley, mit Arno Assmann in der Titelrolle aus.
Der Roman Tinker Tailor Soldier Spy durchleuchtet den Fall Kim Philby eindringlich. Der Roman wurde 1979 mit Alec Guinness in der Hauptrolle verfilmt. Die deutsche Version strahlte das ZDF 1980 aus. Eine Neuverfilmung des Romans mit Gary Oldman und Colin Firth in den Hauptrollen wurde 2011 veröffentlicht.
Der 2008 über John le Carré produzierte ARTE-Dokumentarfilm König der Spione beleuchtet die Hintergründe der „Cambridge Five“.
Außerdem stellt Kim Philby in dem 2002 von Robert Littell geschriebenen Spionageroman Die Company einen wichtigen Nebencharakter dar, der auch in dessen Verfilmung mitwirkt.
In Frederick Forsyths Roman Das vierte Protokoll tritt Philby als Drahtzieher im Hintergrund auf.
2020 erschien die Graphic Novel Philby, Naissance d'un agent double von Pierre Boisserie (Szenario) und Christophe Gaultier (Zeichnung) in der Edition Les Arènes, Paris. Deutsche Fassung: Kim Philby - Gentleman, Spion, Verräter, Knesebeck-Verlag, München (2021).